# Anomiopus pereirai
Anomiopus pereirai là một loài bọ cánh cứng trong họ Bọ hung (Scarabaeidae).